# Igrane
Igrane – wieś w Chorwacji, w żupanii splicko-dalmatyńskiej, w gminie Podgora. W 2011 roku liczyła 399 mieszkańców.

## Geografia
Igrane leży 15 km na południowy wschód od Makarskiej, u podnóża góry Rilić.
Miejscowa gospodarka oparta jest na rybołówstwie i turystyce.

## Historia
Pierwsza historyczna wzmianka o Igrane pochodzi z 1466 roku.
Od końca XV wieku do zakończenia VI wojny wenecko-tureckiej (wojny kandyjskiej) znajdowało się pod panowaniem osmańskim, a następnie przeszło pod władanie weneckie. W XVII wieku w Igrane wzniesiono obronną wieżę Kula Zale.